# 87,6-мм гармата-гаубиця QF 25-pounder
QF 25-pounder або 25-фунтова гармата-гаубиця — британська 87,6-мм (часто округлюють до 88 мм) польова гармата-гаубиця часів Другої світової війни. Цю артилерійську систему розробляли з 1934 року для заміни застарілих 84-мм гармати QF 18-pounder і 114-мм гаубиці QF 4.5-inch. Всього було виготовлено понад 12 тисяч одиниць.
Версія Mark I була фактично 18-фунтовою гаубицею з новим стволом, однак у версії Mark II вона отримала одну зі своїх визначних рис — лафет із обертовою платформою, що опускалась при стрільбі й забезпечувала кут горизонтального наведення 360°. Гармата мала роздільно-гільзове заряджання зі змінними метальними зарядами (чотири заряди: 1, 2, 3 та Super) та вертикальний клиновий затвор.
Також на основі цієї системи було створено британську самохідну установку Bishop і канадську Sexton.